# Alpha Ethniki 1963-1964
L'Alpha Ethniki 1963-1964 fu la 28ª edizione della massima serie del campionato greco di calcio, conclusa con la vittoria del Panathīnaïkos, al suo settimo titolo.
Capocannoniere del torneo fu Dīmītrios Papaïōannou (AEK Atene), con 29 reti.

## Formula
Come nelle stagioni precedenti le squadre partecipanti furono 16 e disputarono un girone di andata e ritorno per un totale di 30 partite con le ultime due retrocesse in Beta Ethniki.
Il punteggio prevedeva tre punti per la vittoria, due per il pareggio e uno per la sconfitta.
PAOK Salonicco ed Egaleo furono penalizzate di un punto.
Le squadre ammesse alle coppe europee furono tre: i campioni alla Coppa dei Campioni 1964-1965, la vincitrice della coppa nazionale alla Coppa delle Coppe 1964-1965 e un'ulteriore squadra alla Coppa delle Fiere 1964-1965.

## Squadre partecipanti
| Squadra             | Città      | Stadio | Stagione 1962-1963 |
| ------------------- | ---------- | ------ | ------------------ |
| AEK Atene           | Atene      |        | Campione di Grecia |
| Apollōn Kalamarias  | Kalamaria  |        | 12°                |
| Apollōn Smyrnīs     | Atene      |        | 8°                 |
| Arīs Salonicco      | Salonicco  |        | 14°                |
| Doxa Dramas         | Drama      |        | Beta Ethniki       |
| Egaleo              | Egaleo     |        | 10°                |
| Ethnikos Pireo      | Il Pireo   |        | 5°                 |
| Īraklīs             | Salonicco  |        | 6°                 |
| Nikī Volo           | Volos      |        | 11°                |
| Olympiacos          | Il Pireo   |        | 3°                 |
| Olympiakos Chalkida | Calcide    |        | Beta Ethniki       |
| Panathīnaïkos       | Atene      |        | 2°                 |
| Panaigialeios       | Egio       |        | 13°                |
| Paniōnios           | Nea Smyrnī |        | 7°                 |
| PAOK                | Salonicco  |        | 4°                 |
| Pierikos            | Katerini   |        | 9°                 |

## Classifica finale
|                   | Pos. | Squadra             | Pt | G  | V  | N  | P  | GF | GS | DR  |
| ----------------- | ---- | ------------------- | -- | -- | -- | -- | -- | -- | -- | --- |
| Grecia (bandiera) | 1.   | Panathīnaïkos       | 84 | 30 | 24 | 6  | 0  | 67 | 19 | +48 |
|                   | 2.   | Olympiacos          | 77 | 30 | 20 | 7  | 3  | 62 | 17 | +45 |
|                   | 3.   | AEK Atene           | 71 | 30 | 18 | 5  | 7  | 72 | 25 | +47 |
|                   | 4.   | Paniōnios           | 63 | 30 | 12 | 9  | 9  | 48 | 31 | +17 |
|                   | 5.   | Apollōn Smyrnīs     | 63 | 30 | 13 | 7  | 10 | 41 | 36 | +5  |
|                   | 6.   | Arīs Salonicco      | 61 | 30 | 10 | 11 | 9  | 28 | 29 | -1  |
|                   | 7.   | Pierikos            | 57 | 30 | 9  | 9  | 12 | 34 | 42 | -8  |
|                   | 8.   | PAOK                | 56 | 30 | 10 | 7  | 13 | 22 | 30 | -8  |
|                   | 9.   | Apollōn Kalamarias  | 55 | 30 | 6  | 13 | 11 | 29 | 38 | -9  |
|                   | 10.  | Ethnikos Pireo      | 55 | 30 | 9  | 7  | 14 | 24 | 36 | -12 |
|                   | 11.  | Doxa Dramas         | 55 | 30 | 9  | 7  | 14 | 28 | 47 | -19 |
|                   | 12.  | Īraklīs             | 55 | 30 | 7  | 11 | 12 | 26 | 44 | -18 |
|                   | 13.  | Panaigialeios       | 55 | 30 | 9  | 7  | 14 | 19 | 39 | -20 |
|                   | 14.  | Nikī Volo           | 54 | 30 | 8  | 8  | 14 | 34 | 43 | -9  |
|                   | 15.  | Olympiakos Chalkida | 54 | 30 | 6  | 12 | 12 | 21 | 41 | -20 |
|                   | 16.  | Egaleo              | 43 | 30 | 6  | 2  | 22 | 12 | 50 | -38 |

Legenda:

      Campione di Grecia
      Invitato alla Coppa delle Fiere in rappresentanza di Salonicco
      Ammesso alla Coppa delle Coppe
      Retrocesso in Beta Ethniki
Note:

Tre punti a vittoria, due a pareggio, uno a sconfitta.
PAOK Salonicco e Egaleo penalizzate di 1 punto.

### Spareggio
Il Niki Volou e l'Olympiakos Chalkida giunsero entrambe penultime a pari punti e fu disputato uno spareggio in gara unica per determinare la seconda retrocessa. L'incontro terminò in parità e retrocesse l'Olympiakos per il peggior quoziente-reti.
|  | Nikī Volo | 1 – 1 | Olympiakos Chalkida |  |

### Verdetti
- Panathinaikos campione di Grecia 1963-64.
- AEK Atene qualificata alla Coppa delle Coppe.
- Olympiakos Chalkida e Egaleo retrocesse in Beta Ethniki.